# Nong Bua Lam Phu
Nong Bua Lam Phu, (thai:  หนองบัวลำภู) är en provins (changwat) i nordöstra Thailand. Provinsen hade år 2000 482 207 invånare på en areal av 3 859,0 km². Provinshuvudstaden är Nongbua Lamphu.

## Administrativ indelning
Provinsen är indelad i 6 distrikt (amphoe). Distrikten är i sin tur indelade i 59 subdistrikt (tambon) och 636 byar (muban). 